# Veslanje na Poletnih olimpijskih igrah 1948
Veslanje na Poletnih olimpijskih igrah 1948 je obsegalo 7 disciplin, tekmovalo pa se je samo v moški konkurenci. Tekme so se odvijale na prizorišču Henley Royal Regatta od 5. avgusta 1948 do 9. avgusta 1948.

## Pregled medalj
| Event                 | Zlato | Srebro | Bron |
| Enojec                | Mervyn Wood Avstralija | Eduardo Risso Urugvaj | Romolo Catasta Italija |
| Dvojni dvojec         | Združeno kraljestvo Dickie Burnell Bert Bushnell                                                                                         | Danska Ebbe Parsner Aage Larsen | Urugvaj William Jones Juan Rodríguez |
| Dvojec brez krmarja   | Združeno kraljestvo Jack Wilson Ran Laurie                                                                                               | Švica Hans Kalt Josef Kalt | Italija Felice Fanetti Bruno Boni |
| Dvojec s krmarjem     | Danska Finn Pedersen Tage Henriksen Carl-Ebbe Andersen                                                                                   | Italija Giovanni Steffè Aldo Tarlao Alberto Radi | Madžarska Antal Szendey Béla Zsitnik Róbert Zimonyi                                                                                              |
| Četverec brez krmarja | Italija Giuseppe Moioli Elio Morille Giovanni Invernizzi Francesco Faggi                                                                 | Danska Helge Halkjær Aksel Bonde Hansen Helge Muxoll Schrøder Ib Storm Larsen                                                                           | ZDA · Fred Kingsbury · Stu Griffing · Greg Gates · Robert Perew                                                                                  |
| Četverec s krmarjem   | ZDA · Warren Westlund · Bob Martin · Bob Will · Gordy Giovanelli · Allan Morgan                                                          | Švica Rudolf Reichling Erich Schriever Émile Knecht Pierre Stebler André Moccand                                                                        | Danska Erik Larsen Børge Raahauge Nielsen Henry Larsen Harry Knudsen Ib Olsen                                                                    |
| Osmerec               | ZDA · Ian Turner · David Turner · James Hardy · George Ahlgren · Lloyd Butler · David Brown · Justus Smith · John Stack · Ralph Purchase | Združeno kraljestvo Christopher Barton Michael Lapage Guy Richardson Ernest Bircher Paul Massey Charles Lloyd John Meyrick Alfred Mellows Jack Dearlove | Norveška Kristoffer Lepsøe Thorstein Kråkenes Hans Hansen Halfdan Gran Olsen Harald Kråkenes Leif Næss Thor Pedersen Carl Monssen Sigurd Monssen |

| Mesto | Država              | Zlato | Srebro | Bron | Skupaj |
| 1     | Združeno kraljestvo | 2     | 1      | 0    | 3      |
| 2     | ZDA                 | 2     | 0      | 1    | 3      |
| 3     | Danska              | 1     | 2      | 1    | 4      |
| 4     | Italija             | 1     | 1      | 2    | 4      |
| 5     | Avstralija          | 1     | 0      | 0    | 1      |
| 6     | Švica               | 0     | 2      | 0    | 2      |
| 7     | Urugvaj             | 0     | 1      | 1    | 2      |
| 8     | Madžarska           | 0     | 0      | 1    | 1      |
| 8     | Norveška            | 0     | 0      | 1    | 1      |